# Championnat de France de rugby à XV de 1re division fédérale 2006-2007
Navigation
Fédérale 1 2005-2006 Fédérale 1 2007-2008
Pour un article plus général, voir Championnat de France de rugby à XV de 1re division fédérale.
Le Championnat de France de 1re division fédérale 2006-2007 voit s'affronter 48 équipes parmi lesquelles deux seront promues en Pro D2 et douze seront reléguées en Fédérale 2. La compétition se déroule du 17 septembre 2006 au 17 juin 2007.
Tyrosse RCS, Stade aurillacois et Pays d'Aix RC disputent cette saison de Fédérale 1, ayant été relégué de Pro D2.
Les clubs de RC Orléans, RC Rouen, RC Vannes, Stade dijonnais, FCS Rumilly, Montluçon Rugby, ES Saint Saturnin, RC Châteaurenard, SC Mazamet, Marseille Vitrolles rugby, SA Mauléon, US Nafarroa, US Orthez et CA Sarlat ont été promus la saison précédente.

## Formule
Ce championnat débute par une phase préliminaire regroupant 48 équipes dans 6 poules. Elle est suivie par deux compétitions distinctes :
- la première (play-offs), appelée « Trophée Jean Prat » depuis 2005, permet de désigner le champion ainsi que l’autre équipe appelée à monter en Pro D2;
- la deuxième (play-downs), continuant sous le nom de « Championnat de France de 1re division fédérale », permet de désigner les 12 équipes qui seront reléguées en Fédérale 2 et celles qui se maintiendront en Fédérale 1.

### Phase préliminaire
48 équipes réparties en 6 poules de 8. Chaque équipe rencontre les 7 autres équipes de la poule en matches aller/retour - soit 14 rencontres par équipe.
À l'issue de la phase préliminaire: 
- les 4 équipes les mieux classées dans chaque poule sont qualifiées pour le Trophée Jean Prat (play-offs) - soit 24 équipes.
- les 4 autres équipes poursuivent le championnat de 1re division fédérale et jouent la deuxième phase  (play-downs) de celui-ci - soit 24 équipes.

### Deuxième phase
Cette partie du championnat est réservée aux 24 clubs finissant entre la 5e et 8e places de chaque poule durant la phase préliminaire.
Ces 24 clubs sont répartis en 4 poules de 6 et se rencontrent en matches aller/retour sachant que les points marqués et les suspensions obtenues durant la phase préliminaire sont conservés.
À l'issue de cette phase:
- les 3 premiers de chaque poule - soit 12 équipes - se qualifient pour une phase finale, dont le vainqueur de celle-ci remporte un titre honorifique de champion de France, mais n'est pas promu au niveau supérieur.
- les 3 derniers de chaque poule - soit 12 équipes - sont relégués en Fédérale 2.

### Trophée Jean Prat
Cette partie du championnat est réservée aux 24 clubs finissant entre la 1re et 4e places de chaque poule durant la phase préliminaire. Ces 24 clubs sont répartis en 6 poules de 4 et se rencontrent en matches aller/retour sachant que les points marqués et les suspensions obtenues durant la phase préliminaire ne sont pas conservés.
À l'issue de cette phase:
- les 2 premiers de chaque poule - soit 12 équipes - se qualifient pour les 1⁄4 de la phase finale du trophée,

sachant que:
- - les 4 meilleurs premiers sont qualifiés automatiquement pour les 1⁄4 de finale.
  - les 2 autres premiers et les 6 deuxièmes se rencontrent en barrages pour l'attribution des 4 autres places pour les 1⁄4 de finale - soit 4 matches sur terrain neutre.
- les 1⁄4 de finale ont lieu en matches aller/retour.
- les 1⁄2 de finale ont lieu en matches aller/retour.
- les vainqueurs des 1⁄2 sont promus en Pro D2 et se qualifient pour la finale.
- les perdants des 1⁄2 jouent une "petite finale"
- au total 2 équipes sont promues en Pro D2.

## Saison régulière

### Poule 1
| Club                       | Ville         | Saison 2005-2006 | Site officiel |
| -------------------------- | ------------- | ---------------- | ------------- |
| Stade domontois Val-d'Oise | Domont        |                  | Site officiel |
| CSM Gennevilliers          | Gennevilliers |                  | Site officiel |
| Rugby club Massy Essonne   | Massy         |                  | Site officiel |
| RC Orléans                 | Orléans       | Promu            | Site officiel |
| Stade Poitevin             | Poitiers      |                  | Site officiel |
| RC Rouen                   | Rouen         | Promu            | Site officiel |
| Sporting nazairien rugby   | Saint-Nazaire |                  | Site officiel |
| RC Vannes                  | Vannes        | Promu            | Site officiel |

| Rang | Club                   | J  | V  | N | D  | Pm  | Pe  | Diff | Pts |
| ---- | ---------------------- | -- | -- | - | -- | --- | --- | ---- | --- |
| 1    | Stade domontois        | 14 | 10 | 0 | 4  | 209 | 224 | -15  | 34  |
| 2    | RC Massy               | 14 | 9  | 1 | 4  | 356 | 206 | +150 | 33  |
| 3    | RC Orléans             | 14 | 8  | 0 | 6  | 246 | 234 | +12  | 30  |
| 4    | RC Rouen               | 14 | 8  | 0 | 6  | 216 | 214 | +2   | 30  |
| 5    | RC Vannes              | 14 | 7  | 1 | 6  | 281 | 233 | +48  | 29  |
| 6    | Sporting Saint-Nazaire | 14 | 5  | 0 | 9  | 241 | 226 | +15  | 24  |
| 7    | Stade poitevin         | 14 | 5  | 0 | 9  | 185 | 250 | -65  | 24  |
| 8    | CSM Gennevilliers      | 14 | 3  | 0 | 11 | 205 | 352 | -147 | 20  |

|  | Qualifiés pour le Trophée Jean-Prat (#1, #2, #3, #4).                                                                                       |
|  | Qualifiés pour les Play-down (#5, #6, #7, #8).                                                                                              |
|  | V : Victoires • N : Matches Nuls • D : Défaites • PP : Points Pour (marqués) • PC : Points Contre (encaissés) • Diff : Différence de points |

### Poule 2
| Club            | Ville            | Saison 2005-2006 | Site officiel |
| --------------- | ---------------- | ---------------- | ------------- |
| US Beaurepaire  | Beaurepaire      |                  | Site officiel |
| AC Bobigny      | Bobigny          |                  | Site officiel |
| US bressane     | Bourg-en-Bresse  |                  | Site officiel |
| RC Chalon       | Chalon-sur-Saône |                  | -             |
| SO Chambéry     | Chambéry         |                  | Site officiel |
| Stade dijonnais | Longvic          | Promu            | Site officiel |
| Montluçon Rugby | Montluçon        | Promu            | Site officiel |
| FCS Rumilly     | Rumilly          | Promu            | Site officiel |

| Rang | Club                | J  | V  | N | D | Pm  | Pe  | Diff | Pts |
| ---- | ------------------- | -- | -- | - | - | --- | --- | ---- | --- |
| 1    | US Bourg-en-Bresse  | 14 | 10 | 1 | 3 | 299 | 170 | +129 | 35  |
| 2    | RC Chalon-sur-Saône | 14 | 7  | 2 | 5 | 309 | 252 | +57  | 30  |
| 3    | SO Chambéry         | 14 | 8  | 0 | 6 | 248 | 245 | +3   | 30  |
| 4    | US Beaurepaire      | 14 | 7  | 0 | 7 | 199 | 244 | -45  | 28  |
| 5    | Stade dijonnais     | 14 | 7  | 0 | 7 | 241 | 316 | -75  | 28  |
| 6    | RCS Rumilly         | 14 | 6  | 0 | 8 | 237 | 242 | -5   | 26  |
| 7    | AC Bobigny          | 14 | 5  | 0 | 9 | 260 | 281 | -21  | 24  |
| 8    | SO Chambéry         | 14 | 4  | 1 | 9 | 241 | 284 | -43  | 23  |

|  | Qualifiés pour le Trophée Jean-Prat (#1, #2, #3, #4).                                                                                       |
|  | Qualifiés pour les Play-down (#5, #6, #7, #8).                                                                                              |
|  | V : Victoires • N : Matches Nuls • D : Défaites • PP : Points Pour (marqués) • PC : Points Contre (encaissés) • Diff : Différence de points |

### Poule 3
| Club                | Ville            | Saison 2005-2006 | Site officiel |
| ------------------- | ---------------- | ---------------- | ------------- |
| Pays d'Aix RC       | Aix-en-Provence  | Relégué          | Site officiel |
| RC Aubenas          | Aubenas          |                  | Site officiel |
| RC Châteaurenard    | Châteaurenard    | Promu            | Site officiel |
| AS Bédarrides       | Bédarrides       |                  | Site officiel |
| US La Seyne-sur-Mer | La Seyne-sur-Mer |                  | Site officiel |
| RO Lunel            | Lunel            |                  | Site officiel |
| ES Saint-Saturnin   | Saint-Saturnin   | Promu            | -             |
| Valence sportif     | Valence          |                  | -             |

| Rang | Club                      | J  | V | N | D | Pm  | Pe  | Diff | Pts |
| ---- | ------------------------- | -- | - | - | - | --- | --- | ---- | --- |
| 1    | AS Bédarrides             | 14 | 9 | 1 | 4 | 218 | 168 | +50  | 33  |
| 2    | RC Aubenas                | 14 | 8 | 1 | 5 | 216 | 230 | -14  | 31  |
| 3    | RC Aix-en-Provence        | 14 | 8 | 0 | 6 | 307 | 208 | +99  | 30  |
| 4    | US La Seyne               | 14 | 7 | 1 | 6 | 280 | 251 | +29  | 29  |
| 5    | RC Châteaurenard          | 14 | 7 | 1 | 6 | 225 | 211 | +14  | 29  |
| 6    | UO Lunel                  | 14 | 5 | 2 | 7 | 200 | 194 | +6   | 26  |
| 7    | Valence sportif           | 14 | 4 | 1 | 9 | 245 | 273 | -28  | 23  |
| 8    | ES Avignon Saint-Saturnin | 14 | 4 | 1 | 9 | 157 | 313 | -156 | 23  |

|  | Qualifiés pour le Trophée Jean-Prat (#1, #2, #3, #4).                                                                                       |
|  | Qualifiés pour les Play-down (#5, #6, #7, #8).                                                                                              |
|  | V : Victoires • N : Matches Nuls • D : Défaites • PP : Points Pour (marqués) • PC : Points Contre (encaissés) • Diff : Différence de points |

### Poule 4
| Club                      | Ville               | Saison 2005-2006 | Site officiel |
| ------------------------- | ------------------- | ---------------- | ------------- |
| ES Catalane               | Argelès-sur-Mer     |                  | Site officiel |
| Stade aurillacois         | Aurillac            | Relégué          | Site officiel |
| Céret sportif             | Céret               |                  | Site officiel |
| SC Graulhet               | Graulhet            |                  | Site officiel |
| Marseille Vitrolles rugby | Marseille-Vitrolles | Promu            | Site officiel |
| SC Mazamet                | Mazamet             | Promu            | Site officiel |
| SO Millau                 | Millau              |                  | Site officiel |
| RC Nîmes                  | Nîmes               |                  | -             |

| Rang | Club                | J  | V  | N | D  | Pm  | Pe  | Diff | Pts |
| ---- | ------------------- | -- | -- | - | -- | --- | --- | ---- | --- |
| 1    | Stade aurillacois   | 14 | 11 | 1 | 2  | 506 | 177 | +329 | 37  |
| 2    | RC Nîmes            | 14 | 11 | 0 | 3  | 362 | 249 | +113 | 36  |
| 3    | ES Catalane         | 14 | 9  | 1 | 4  | 313 | 236 | +77  | 33  |
| 4    | SC Graulhet         | 14 | 9  | 0 | 5  | 274 | 203 | +71  | 32  |
| 5    | SO Millau           | 14 | 6  | 0 | 8  | 213 | 371 | -158 | 26  |
| 6    | Céret sportif       | 14 | 3  | 0 | 11 | 217 | 352 | -135 | 20  |
| 7    | SC Mazamet          | 14 | 3  | 0 | 11 | 202 | 347 | -145 | 20  |
| 8    | Marseille-Vitrolles | 14 | 3  | 0 | 11 | 200 | 352 | -152 | 20  |

|  | Qualifiés pour le Trophée Jean-Prat (#1, #2, #3, #4).                                                                                       |
|  | Qualifiés pour les Play-down (#5, #6, #7, #8).                                                                                              |
|  | V : Victoires • N : Matches Nuls • D : Défaites • PP : Points Pour (marqués) • PC : Points Contre (encaissés) • Diff : Différence de points |

### Poule 5
| Club          | Ville                    | Saison 2005-2006 | Site officiel |
| ------------- | ------------------------ | ---------------- | ------------- |
| Blagnac SCR   | Blagnac                  |                  | Site officiel |
| AS Fleurance  | Fleurance                |                  | Site officiel |
| AS Lavaur     | Lavaur                   |                  | Site officiel |
| SA Mauléon    | Mauléon-Licharre         | Promu            | Site officiel |
| US Nafarroa   | Garazi-Baïgorry          | Promu            | Site officiel |
| CA Périgueux  | Périgueux                |                  | Site officiel |
| Saint-Paul SR | Saint-Paul-lès-Dax       |                  | Site officiel |
| Tyrosse RCS   | Saint-Vincent-de-Tyrosse | Relégué          | Site officiel |

| Rang | Club              | J  | V  | N | D  | Pm  | Pe  | Diff | Pts |
| ---- | ----------------- | -- | -- | - | -- | --- | --- | ---- | --- |
| 1    | Blagnac SC        | 14 | 13 | 0 | 1  | 465 | 173 | +292 | 40  |
| 2    | US Tyrosse        | 14 | 9  | 1 | 4  | 292 | 219 | +73  | 33  |
| 3    | CA Périgueux      | 14 | 8  | 0 | 6  | 233 | 206 | +27  | 30  |
| 4    | AS Lavaur         | 14 | 6  | 0 | 8  | 262 | 239 | +23  | 26  |
| 5    | US Nafarroa       | 14 | 6  | 0 | 8  | 176 | 290 | -114 | 26  |
| 6    | AS Fleurance      | 14 | 5  | 1 | 8  | 241 | 258 | -17  | 25  |
| 7    | SA Mauléon        | 14 | 4  | 1 | 9  | 167 | 268 | -101 | 23  |
| 8    | Saint-Paul sports | 14 | 3  | 1 | 10 | 221 | 404 | -183 | 21  |

|  | Qualifiés pour le Trophée Jean-Prat (#1, #2, #3, #4).                                                                                       |
|  | Qualifiés pour les Play-down (#5, #6, #7, #8).                                                                                              |
|  | V : Victoires • N : Matches Nuls • D : Défaites • PP : Points Pour (marqués) • PC : Points Contre (encaissés) • Diff : Différence de points |

### Poule 6
| Club                     | Ville                 | Saison 2005-2006 | Site officiel |
| ------------------------ | --------------------- | ---------------- | ------------- |
| Cahors rugby             | Cahors                |                  | Site officiel |
| UR Marmande-Casteljaloux | Marmande-Casteljaloux |                  | Site officiel |
| CA Lannemezan            | Lannemezan            |                  | Site officiel |
| FC Lourdes               | Lourdes               |                  | Site officiel |
| FC Oloron                | Oloron-Sainte-Marie   |                  | -             |
| US Orthez                | Orthez                | Promu            | -             |
| Saint-Jean-de-Luz OR     | Saint-Jean-de-Luz     |                  | Site officiel |
| CA Sarlat                | Sarlat                | Promu            | Site officiel |

| Rang | Club                     | J  | V | N | D  | Pm  | Pe  | Diff | Pts |
| ---- | ------------------------ | -- | - | - | -- | --- | --- | ---- | --- |
| 1    | FC Oloron                | 14 | 9 | 0 | 5  | 278 | 256 | +22  | 32  |
| 2    | Saint-Jean-de-Luz OR     | 14 | 9 | 0 | 5  | 264 | 249 | +15  | 32  |
| 3    | FC Lourdes               | 14 | 8 | 1 | 5  | 266 | 267 | -1   | 31  |
| 4    | CA Lannemezan            | 14 | 8 | 0 | 6  | 267 | 232 | +35  | 30  |
| 5    | US Orthez                | 14 | 7 | 0 | 7  | 328 | 288 | +40  | 28  |
| 6    | UR Marmande-Casteljaloux | 14 | 6 | 0 | 8  | 308 | 298 | +10  | 26  |
| 7    | Cahors rugby             | 14 | 6 | 0 | 8  | 263 | 289 | -26  | 26  |
| 8    | CA Sarlat                | 14 | 2 | 1 | 11 | 217 | 312 | -95  | 19  |

|  | Qualifiés pour le Trophée Jean-Prat (#1, #2, #3, #4).                                                                                       |
|  | Qualifiés pour les Play-down (#5, #6, #7, #8).                                                                                              |
|  | V : Victoires • N : Matches Nuls • D : Défaites • PP : Points Pour (marqués) • PC : Points Contre (encaissés) • Diff : Différence de points |

## Trophée Jean-Prat

### Poule 1
| Rang | Club        | J | V | N | D | Pm  | Pe  | Diff | Pts |
| ---- | ----------- | - | - | - | - | --- | --- | ---- | --- |
| 1    | Blagnac SC  | 6 | 6 | 0 | 0 | 168 | 66  | +102 | 18  |
| 2    | ES Catalane | 6 | 4 | 0 | 2 | 146 | 117 | +29  | 14  |
| 3    | AS Lavaur   | 6 | 1 | 0 | 5 | 111 | 159 | -48  | 8   |
| 4    | SO Chambéry | 6 | 1 | 0 | 5 | 79  | 162 | -83  | 8   |

|  | Qualifiés pour la phase finale (#1, #2). |
|  | V : Victoires • N : Matches Nuls • D : Défaites • PP : Points Pour (marqués) • PC : Points Contre (encaissés) • Diff : Différence de points |

### Poule 2
| Rang | Club              | J | V | N | D | Pm  | Pe  | Diff | Pts |
| ---- | ----------------- | - | - | - | - | --- | --- | ---- | --- |
| 1    | Stade aurillacois | 6 | 6 | 0 | 0 | 288 | 49  | +239 | 18  |
| 2    | RC Aubenas        | 6 | 3 | 0 | 3 | 89  | 148 | -59  | 12  |
| 3    | US Beaurepaire    | 6 | 2 | 0 | 4 | 79  | 173 | -94  | 10  |
| 4    | FC Lourdes        | 6 | 1 | 0 | 5 | 75  | 161 | -86  | 8   |

|  | Qualifiés pour la phase finale (#1, #2). |
|  | V : Victoires • N : Matches Nuls • D : Défaites • PP : Points Pour (marqués) • PC : Points Contre (encaissés) • Diff : Différence de points |

### Poule 3
| Rang | Club               | J | V | N | D | Pm  | Pe  | Diff | Pts |
| ---- | ------------------ | - | - | - | - | --- | --- | ---- | --- |
| 1    | Aix-en-Provence RC | 6 | 4 | 0 | 2 | 139 | 99  | +40  | 14  |
| 2    | FC Oloron          | 6 | 4 | 0 | 2 | 99  | 106 | -7   | 14  |
| 3    | US Bourg-en-Bresse | 6 | 3 | 0 | 3 | 150 | 85  | +65  | 12  |
| 4    | US La Seyne        | 6 | 1 | 0 | 5 | 59  | 157 | -98  | 8   |

|  | Qualifiés pour la phase finale (#1, #2). |
|  | V : Victoires • N : Matches Nuls • D : Défaites • PP : Points Pour (marqués) • PC : Points Contre (encaissés) • Diff : Différence de points |

### Poule 4
| Rang | Club       | J | V | N | D | Pm  | Pe  | Diff | Pts |
| ---- | ---------- | - | - | - | - | --- | --- | ---- | --- |
| 1    | Massy      | 6 | 4 | 0 | 2 | 166 | 106 | +60  | 14  |
| 2    | Lannemezan | 6 | 3 | 1 | 2 | 121 | 105 | +16  | 13  |
| 3    | Orléans    | 6 | 2 | 1 | 3 | 119 | 147 | -28  | 11  |
| 4    | Bédarrides | 6 | 2 | 0 | 4 | 84  | 132 | -48  | 10  |

|  | Qualifiés pour la phase finale (#1, #2). |
|  | V : Victoires • N : Matches Nuls • D : Défaites • PP : Points Pour (marqués) • PC : Points Contre (encaissés) • Diff : Différence de points |

### Poule 5
| Rang | Club            | J | V | N | D | Pm  | Pe  | Diff | Pts |
| ---- | --------------- | - | - | - | - | --- | --- | ---- | --- |
| 1    | CA Périgueux    | 6 | 5 | 0 | 1 | 125 | 78  | +47  | 16  |
| 2    | US Tyrosse      | 6 | 4 | 0 | 2 | 104 | 72  | +32  | 14  |
| 3    | Stade domontois | 6 | 2 | 0 | 4 | 99  | 115 | -16  | 10  |
| 4    | RC Rouen        | 6 | 1 | 0 | 5 | 68  | 131 | -63  | 8   |

|  | Qualifiés pour la phase finale (#1, #2). |
|  | V : Victoires • N : Matches Nuls • D : Défaites • PP : Points Pour (marqués) • PC : Points Contre (encaissés) • Diff : Différence de points |

### Poule 6
| Rang | Club                 | J | V | N | D | Pm  | Pe  | Diff | Pts |
| ---- | -------------------- | - | - | - | - | --- | --- | ---- | --- |
| 1    | RC Nîmes             | 6 | 4 | 1 | 1 | 136 | 108 | +28  | 15  |
| 2    | RC Chalon-sur-Saône  | 6 | 4 | 0 | 2 | 142 | 100 | +42  | 14  |
| 3    | SC Graulhet          | 6 | 2 | 0 | 4 | 110 | 116 | -6   | 10  |
| 4    | Saint-Jean-de-Luz OR | 6 | 1 | 1 | 4 | 71  | 135 | -64  | 9   |

|  | Qualifiés pour la phase finale (#1, #2). |
|  | V : Victoires • N : Matches Nuls • D : Défaites • PP : Points Pour (marqués) • PC : Points Contre (encaissés) • Diff : Différence de points |

### Phase finale
Les quarts de finale et demi-finales se jouent en match aller-retour. Les points marqués lors de chaque match sont séparés par une barre verticale « | ». Le vainqueur est celui qui a marqué le plus de points sur l'ensemble des deux rencontres.
|  | Huitièmes de finale   | Huitièmes de finale |                       |          | Quarts de finale | Quarts de finale |  |  | Demi-finales | Demi-finales |  |  | Finale | Finale |
|  | Huitièmes de finale   | Huitièmes de finale |                       |          | Quarts de finale | Quarts de finale |  |  | Demi-finales | Demi-finales |  |  | Finale | Finale |
|  |                       |                     |                       |          |                  |                  |  |  |              |              |  |  |        |        |
|  |                       |                     |                       |          |                  |                  |  |  |              |              |  |  |        |        |
|  |                       |                     |                       |          |                  |                  |  |  |              |              |  |  |        |        |
|  | Pays d'Aix rugby club | 26                  |                       |          |                  |                  |  |  |              |              |  |  |        |        |
|  | Pays d'Aix rugby club | 26                  |                       |          |                  |                  |  |  |              |              |  |  |        |        |
|  | RC Aubenas            | 20                  |                       |          |                  |                  |  |  |              |              |  |  |        |        |
|  | RC Aubenas            | 20                  | Pays d'Aix rugby club | 25 \| 28 |                  |                  |  |  |              |              |  |  |        |        |
|  |                       |                     | Pays d'Aix rugby club | 25 \| 28 |                  |                  |  |  |              |              |  |  |        |        |
|  |                       | RC Nîmes            | 41 \| 16              |          |                  |                  |  |  |              |              |  |  |        |        |
|  | -                     | RC Nîmes            | 41 \| 16              | -        |                  |                  |  |  |              |              |  |  |        |        |
|  | -                     |                     |                       | -        |                  |                  |  |  |              |              |  |  |        |        |
|  | RC Nîmes              | -                   |                       |          |                  |                  |  |  |              |              |  |  |        |        |
|  | RC Nîmes              | -                   | RC Nîmes              | 18 \| 19 |                  |                  |  |  |              |              |  |  |        |        |
|  |                       |                     | RC Nîmes              | 18 \| 19 |                  |                  |  |  |              |              |  |  |        |        |
|  |                       | Blagnac SC          | 9 \| 38               |          |                  |                  |  |  |              |              |  |  |        |        |
|  | ES Argelès-sur-Mer    | Blagnac SC          | 9 \| 38               | 11       |                  |                  |  |  |              |              |  |  |        |        |
|  | ES Argelès-sur-Mer    |                     |                       | 11       |                  |                  |  |  |              |              |  |  |        |        |
|  | RC Chalon-sur-Saône   | 22                  |                       |          |                  |                  |  |  |              |              |  |  |        |        |
|  | RC Chalon-sur-Saône   | 22                  | RC Chalon-sur-Saône   | 26 \| 14 |                  |                  |  |  |              |              |  |  |        |        |
|  |                       |                     | RC Chalon-sur-Saône   | 26 \| 14 |                  |                  |  |  |              |              |  |  |        |        |
|  |                       | BlagnacSC           | 26 \| 27              |          |                  |                  |  |  |              |              |  |  |        |        |
|  | -                     | BlagnacSC           | 26 \| 27              | -        |                  |                  |  |  |              |              |  |  |        |        |
|  | -                     |                     |                       | -        |                  |                  |  |  |              |              |  |  |        |        |
|  | Blagnac SC            | -                   |                       |          |                  |                  |  |  |              |              |  |  |        |        |
|  | Blagnac SC            | -                   | Blagnac SC            | 6        |                  |                  |  |  |              |              |  |  |        |        |
|  |                       |                     | Blagnac SC            | 6        |                  |                  |  |  |              |              |  |  |        |        |
|  |                       | Stade aurillacois   | 31                    |          |                  |                  |  |  |              |              |  |  |        |        |
|  | RC Massy              | Stade aurillacois   | 31                    | 23       |                  |                  |  |  |              |              |  |  |        |        |
|  | RC Massy              |                     |                       | 23       |                  |                  |  |  |              |              |  |  |        |        |
|  | CA Lannemezan         | 26                  |                       |          |                  |                  |  |  |              |              |  |  |        |        |
|  | CA Lannemezan         | 26                  | CA Lannemezan         | 22 \| 12 |                  |                  |  |  |              |              |  |  |        |        |
|  |                       |                     | CA Lannemezan         | 22 \| 12 |                  |                  |  |  |              |              |  |  |        |        |
|  |                       | CA Périgueux        | 22 \| 13              |          |                  |                  |  |  |              |              |  |  |        |        |
|  | -                     | CA Périgueux        | 22 \| 13              | -        |                  |                  |  |  |              |              |  |  |        |        |
|  | -                     |                     |                       | -        |                  |                  |  |  |              |              |  |  |        |        |
|  | Périgueux             | -                   |                       |          |                  |                  |  |  |              |              |  |  |        |        |
|  | Périgueux             | -                   | CA Périgueux          | 6 \| 9   |                  |                  |  |  |              |              |  |  |        |        |
|  |                       |                     | CA Périgueux          | 6 \| 9   |                  |                  |  |  |              |              |  |  |        |        |
|  |                       | Stade aurillacois   | 47 \| 29              |          |                  |                  |  |  |              |              |  |  |        |        |
|  | US Tyrosse            | Stade aurillacois   | 47 \| 29              | 13       |                  |                  |  |  |              |              |  |  |        |        |
|  | US Tyrosse            |                     |                       | 13       |                  |                  |  |  |              |              |  |  |        |        |
|  | FC Oloron             | 15                  |                       |          |                  |                  |  |  |              |              |  |  |        |        |
|  | FC Oloron             | 15                  | FC Oloron             | 24 \| 8  |                  |                  |  |  |              |              |  |  |        |        |
|  |                       |                     | FC Oloron             | 24 \| 8  |                  |                  |  |  |              |              |  |  |        |        |
|  |                       | Stade aurillacois   | 18 \| 31              |          |                  |                  |  |  |              |              |  |  |        |        |
|  | -                     | Stade aurillacois   | 18 \| 31              | -        |                  |                  |  |  |              |              |  |  |        |        |
|  | -                     |                     |                       | -        |                  |                  |  |  |              |              |  |  |        |        |
|  | Stade aurillacois     | -                   |                       |          |                  |                  |  |  |              |              |  |  |        |        |
|  | Stade aurillacois     | -                   |                       |          |                  |                  |  |  |              |              |  |  |        |        |

### Finale
| Samedi 17 juin 2007 | Blagnac sporting club rugby                                                          | 6 - 31 (6 - 21) | Stade aurillacois Cantal Auvergne | Stade Paul-Lignon, Rodez Arbitre : Patrick Péchambert |
| Samedi 17 juin 2007 | Pénalité(s) : 2 Jérôme Suderie (17e, 36e) Carton(s) rouge(s) : 1 David Penalva (66e) |                 | Essai(s) : 3 Mathieu Lescure (38e), Delkeith Pottas (40e), Ueleni Fono (44e) Transformation(s) : 2 Graydon Staniforth (40e, 44e) Pénalité(s) : 3 Graydon Staniforth (4e, 20e, 32e) Drop(s) : 1 Mark Sweeney (75e) Carton(s) rouge(s) : 1 Ueleni Fono (66e) | Stade Paul-Lignon, Rodez Arbitre : Patrick Péchambert |
| Samedi 17 juin 2007 |                                                                                      |                 | | Stade Paul-Lignon, Rodez Arbitre : Patrick Péchambert |

| Titulaires · Jérôme Suderie 15 · Jéremy Pailhes 14 · 74e Vincent Roumiguié 13 · 45e Éric Artiguste 12 · Jérôme Durand 11 · Lilian Majesté 10 · Nicolas Duffard 9 · 41e Boumedienne Allam 8 · Fabrice Bassaber 7 · Andrew Neil 6 · David Penalva 5 · 53e Lugha Verling 4 · 45e Jean François Meslier De Rocan 3 · 45e Paco Rodriguez 2 · 45e Laurent Cettolo 1 · Remplaçants · 45e Grégory Moulis 16 · 45e Grégory Saliba 17 · 45e Luigi Esposito 18 · 53e Mathieu Mandement 19 · 41e Maxime Champel 20 · 74e Gregory Sarcia 21 · 45e Julien lauvernet 22 · Entraîneur · Pierre-Henry Broncan, Franck Hueber |  | Titulaires · 15 Graydon Staniforth · 14 Walter olombel · 13 Jakobus Kemp · 12 Romeo Gontineac · 11 Jean-François Viars · 10 Delkeith Pottas 52e · 9 Stéphane Borel · 8 Faycal Boukanoucha · 7 Ueleni Fono · 6 Mathieu Lescure 78e · 5 David Gabin 78e · 4 Harold Karele 64e · 3 Franck Membrado 72e · 2 Vitolio Manukula · 1 Vincent Caldayroux · Remplaçants · 16 Marc Laffon · 17 Ludovic Monier 72e · 18 Magname Koïta 64e · 19 Anthony Martrette 78e · 20 Frédéric Bourdon 78e · 21 Mickaël Gracia · 22 Mark Sweeney 52e · Entraîneur · Thierry Peuchlestrade, Lionel Viallard |

## Play-Down

### Poule 1
| Rang | Club                   | J  | V  | N | D  | Pm  | Pe  | Diff | Pts |
| ---- | ---------------------- | -- | -- | - | -- | --- | --- | ---- | --- |
| 1    | Châteaurenard          | 22 | 12 | 1 | 9  | 339 | 339 | 0    | 47  |
| 2    | Vannes                 | 22 | 10 | 3 | 9  | 454 | 356 | +98  | 45  |
| 3    | Bobigny                | 22 | 11 | 1 | 10 | 459 | 375 | +84  | 45  |
| 4    | Rumilly (Haute-Savoie) | 22 | 11 | 1 | 10 | 426 | 357 | +69  | 45  |
| 5    | Gennevilliers          | 22 | 6  | 0 | 16 | 349 | 523 | -174 | 34  |
| 6    | Valence                | 22 | 4  | 1 | 17 | 332 | 548 | -216 | 31  |

|  | Qualifiés pour la phase finale (no 1, no 2, no 3).                                                                                          |
|  | Relégués en Fédérale 2 (no 4, no 5, no 6).                                                                                                  |
|  | V : Victoires • N : Matches Nuls • D : Défaites • PP : Points Pour (marqués) • PC : Points Contre (encaissés) • Diff : Différence de points |

### Poule 2
| Rang | Club           | J  | V  | N | D  | Pm  | Pe  | Diff | Pts |
| ---- | -------------- | -- | -- | - | -- | --- | --- | ---- | --- |
| 1    | Dijon          | 22 | 11 | 0 | 11 | 383 | 436 | -53  | 44  |
| 2    | Saint-Nazaire  | 22 | 10 | 0 | 12 | 456 | 335 | +121 | 42  |
| 3    | Poitiers       | 22 | 10 | 0 | 12 | 309 | 339 | -30  | 42  |
| 4    | Montluçon      | 22 | 9  | 1 | 12 | 403 | 416 | -13  | 41  |
| 5    | Saint-Saturnin | 22 | 8  | 1 | 13 | 279 | 507 | -228 | 39  |
| 6    | Lunel          | 22 | 6  | 2 | 14 | 264 | 379 | -115 | 36  |

|  | Qualifiés pour la phase finale (#1, #2, #3).                                                                                                |
|  | Relégués en Fédérale 2 (#4, #5, #6). |
|  | V : Victoires • N : Matches Nuls • D : Défaites • PP : Points Pour (marqués) • PC : Points Contre (encaissés) • Diff : Différence de points |

### Poule 3
| Rang | Club      | J  | V  | N | D  | Pm  | Pe  | Diff | Pts |
| ---- | --------- | -- | -- | - | -- | --- | --- | ---- | --- |
| 1    | Orthez    | 22 | 14 | 0 | 8  | 508 | 382 | +126 | 50  |
| 2    | Fleurance | 22 | 10 | 1 | 11 | 419 | 387 | +32  | 43  |
| 3    | Millau    | 22 | 9  | 0 | 13 | 321 | 501 | -180 | 40  |
| 4    | Sarlat    | 22 | 7  | 1 | 14 | 385 | 450 | -65  | 37  |
| 5    | Mauléon   | 22 | 7  | 1 | 14 | 265 | 398 | -133 | 37  |
| 6    | Mazamet   | 22 | 4  | 0 | 18 | 290 | 546 | -256 | 30  |

|  | Qualifiés pour la phase finale (#1, #2, #3).                                                                                                |
|  | Relégués en Fédérale 2 (#4, #5, #6). |
|  | V : Victoires • N : Matches Nuls • D : Défaites • PP : Points Pour (marqués) • PC : Points Contre (encaissés) • Diff : Différence de points |

### Poule 4
| Rang | Club                  | J  | V  | N | D  | Pm  | Pe  | Diff | Pts |
| ---- | --------------------- | -- | -- | - | -- | --- | --- | ---- | --- |
| 1    | Cahors                | 22 | 11 | 2 | 9  | 464 | 424 | +40  | 46  |
| 2    | Nafarroa              | 22 | 9  | 1 | 12 | 355 | 472 | -117 | 41  |
| 3    | Marmande-Casteljaloux | 22 | 9  | 0 | 13 | 465 | 458 | +7   | 40  |
| 4    | Marseille-Vitrolles   | 22 | 8  | 1 | 13 | 369 | 495 | -126 | 39  |
| 5    | Saint-Paul-lès-Dax    | 22 | 6  | 1 | 15 | 389 | 614 | -225 | 35  |
| 6    | Céret                 | 22 | 6  | 0 | 16 | 376 | 555 | -179 | 34  |

|  | Qualifiés pour la phase finale (#1, #2, #3).                                                                                                |
|  | Relégués en Fédérale 2 (#4, #5, #6). |
|  | V : Victoires • N : Matches Nuls • D : Défaites • PP : Points Pour (marqués) • PC : Points Contre (encaissés) • Diff : Différence de points |

### Phase finale
|  | Quarts de finale | Quarts de finale |           |    | Demi-finales | Demi-finales |  |  | Finale | Finale |
|  | Quarts de finale | Quarts de finale |           |    | Demi-finales | Demi-finales |  |  | Finale | Finale |
|  |                  |                  |           |    |              |              |  |  |        |        |
|  |                  |                  |           |    |              |              |  |  |        |        |
|  |                  |                  |           |    |              |              |  |  |        |        |
|  | Orthez           | 16               |           |    |              |              |  |  |        |        |
|  | Orthez           | 16               |           |    |              |              |  |  |        |        |
|  | Nafarroa         | 7                |           |    |              |              |  |  |        |        |
|  | Nafarroa         | 7                | Orthez    | 12 |              |              |  |  |        |        |
|  |                  |                  | Orthez    | 12 |              |              |  |  |        |        |
|  |                  | Bobigny          | 33        |    |              |              |  |  |        |        |
|  | Bobigny          | Bobigny          | 33        | 41 |              |              |  |  |        |        |
|  | Bobigny          |                  |           | 41 |              |              |  |  |        |        |
|  | Dijon            | 18               |           |    |              |              |  |  |        |        |
|  | Dijon            | 18               | Bobigny   | 24 |              |              |  |  |        |        |
|  |                  |                  | Bobigny   | 24 |              |              |  |  |        |        |
|  |                  | Châteaurenard    | 25        |    |              |              |  |  |        |        |
|  | Cahors           | Châteaurenard    | 25        | 13 |              |              |  |  |        |        |
|  | Cahors           |                  |           | 13 |              |              |  |  |        |        |
|  | Fleurance        | 19               |           |    |              |              |  |  |        |        |
|  | Fleurance        | 19               | Fleurance | 9  |              |              |  |  |        |        |
|  |                  |                  | Fleurance | 9  |              |              |  |  |        |        |
|  |                  | Châteaurenard    | 13        |    |              |              |  |  |        |        |
|  | Châteaurenard    | Châteaurenard    | 13        | 22 |              |              |  |  |        |        |
|  | Châteaurenard    |                  |           | 22 |              |              |  |  |        |        |
|  | Saint-Nazaire    | 11               |           |    |              |              |  |  |        |        |
|  | Saint-Nazaire    | 11               |           |    |              |              |  |  |        |        |

## Promotions et relégations

### Clubs Promus en Pro D2
- Stade aurillacois (Aurillac)
- Blagnac SCR (Blagnac)

### Clubs Relégués en Fédérale 2
- CSM Gennevilliers (Gennevilliers)
- Valence sportif (Valence)
- Montluçon Rugby (Montluçon)
- ES Saint Saturnin les Avignon (Saint-Saturnin-lès-Avignon)
- RO Lunel (Lunel)
- CA Sarlat (Sarlat)
- SC Mazamet (Mazamet)
- Marseille Vitrolles rugby (Marseille-Vitrolles)
- Saint-Paul sports rugby (Saint-Paul-lès-Dax)
- Céret sportif (Céret)

Le SA Mauléon et le FCS Rumilly sont maintenus en Fédérale 1 à la suite de la relégation administrative de l'UA Gaillac qui descend de la Pro D2 vers la Fédérale 3 ainsi qu'aux refus de certaines équipes de Fédérale 2 d'être promues en Fédérale 1.